# Lago Usori
El lago Usori (宇曽利湖 Usori-ko?) es una balsa de origen volcánico en la caldera del monte Osore. Es el único lago natural de la península de Shimokita y se encuentra administrativamente dentro del municipio de Mutsu, al norte de la prefectura de Aomori en Japón. Es característica la acidez de su agua, pues presenta un pH de 3.2.

## Características
La laguna se formó en la caldera del monte Osore, un volcán activo desde el Cuaternario —considerado el infierno budista japonés—, con una erupción del monte Tsurugi. La balsa presenta especial actividad geotérmica en su orilla norte. Tiene un área de 2.68 kilómetros cuadrados, con 1.5 km de largo en el eje norte-sur y unos 2 en el este-oeste, y alcanza una profundidad máxima de 23.5 m. Se caracteriza por la extrema acidez de su agua, con un pH medio de entre 3.2 a 3.4. Los geólogos lo atribuyen al ácido sulfhídrico que expulsa la caldera del Osore en el fondo, que forma ácido sulfúrico en las aguas del lago. Debido a esta acidez, Usori alberga solo una subespecie del dace japonés, que es uno de los peces más resistentes a este tipo de pH. El borde exterior de la caldera está delimitado por el monte Asahina (873.8 m), el Maruyama (806.6 m) y el Daijin (827.4 m), y presenta numerosas fumarolas.

## Galería de imágenes
|                               |
| Vista aérea del lago en 1975. |

|                                                              |
| Un puente que cruza el río Sanzu, que desemboca en el Usori. |

|               |
| Una fumarola. |

|                                                     |
| Figuras de Datsue-ba y Keneō, con el lago al fondo. |

|                                                     |
| El templo Bodai-ji, en las inmediaciones del Usori. |